# Primer ministro de Fiyi
El primer ministro de Fiyi es el jefe de Gobierno de dicho país. Es nombrado por el presidente, pero debe ser aceptado por la mayoría del Parlamento, por lo que en la práctica, el primer ministro suele ser miembro del partido político con más escaños.
La historia de este puesto se inicia en 1967, siendo todavía Fiyi una colonia del Reino Unido, con el nombre de Jefe de Ministros. En 1987, con la instauración de la república, el puesto toma ya el nombre actual de primer ministro.

## Lista de primeros ministros de Fiyi (1967-presente)
| # | Nombre                                | Nació-Murió | Desde                               | Hasta                               | Partido político       |
| --- | ------------------------------------- | ----------- | ----------------------------------- | ----------------------------------- | ---------------------- |
| 1 | Ratu Sir Kamisese Mara                | 1920-2004   | 20 de septiembre de 1967            | 13 de abril de 1987                 | Alliance Party         |
| 2 | Timoci Bavadra                        | 1934-1989   | 13 de abril de 1987                 | 14 de mayo de 1987                  | Fiji Labour Party      |
| Vacante (14 de mayo de 1987-5 de diciembre de 1987) [1] |                                       |             |                                     |                                     |                        |
| (1) | Ratu Sir Kamisese Mara                | 1920-2004   | 5 de diciembre de 1987              | 2 de junio de 1992                  | Independiente [2]      |
| 3 | Sitiveni Rabuka                       | 1948-       | 2 de junio de 1992                  | 19 de mayo de 1999                  | Fijian Political Party |
| 4 | Mahendra Chaudhry                     | 1942-       | 19 de mayo de 1999                  | 27 de mayo de 2000                  | Fiji Labour Party      |
| 5 | Ratu Tevita Momoedonu                 | 1941-       | 27 de mayo de 2000 (varios minutos) | 27 de mayo de 2000 (varios minutos) | Fiji Labour Party[3]   |
| Vacante (27 de mayo de 2000-4 de julio de 2000) [1] |                                       |             |                                     |                                     |                        |
| 6 | Laisenia Qarase                       | 1941-2020   | 4 de julio de 2000                  | 14 de marzo de 2001                 | Independiente [4]      |
| — | Ratu Tevita Momoedonu (interim)       | 1941-       | 14 de marzo de 2001                 | 16 de marzo de 2001                 | Fiji Labour Party      |
| (6) | Laisenia Qarase                       | 1941-2020   | 16 de marzo de 2001                 | 5 de diciembre de 2006              | United Fiji Party [4]  |
| 7 | Dr. Jona Senilagakali                 | 1929-2011   | 5 de diciembre de 2006              | 4 de enero de 2007                  | Independiente [5]      |
| 8 | Comodoro Frank Bainimarama            | 1954-       | 5 de enero de 2007                  | 10 de abril de 2009                 | Militar                |
| Vacante (10 de abril de 2009-11 de abril de 2009) [6] |                                       |             |                                     |                                     |                        |
| (8) | Comodoro Frank Bainimarama            | 1954-       | 11 de abril de 2009                 | 31 de marzo de 2014                 | Militar                |
| (8) | Comodoro (Retirado) Frank Bainimarama | 1954-       | 31 de marzo de 2014                 | 24 de diciembre de 2022             | FijiFirst -            |
| (9) | Sitiveni Rabuka                       | 1948-       | 24 de diciembre de 2022             | presente                            | Alianza Popular        |
| - [1] Dos golpes militares en 1987 y uno civil en 2000 dejaron vacante el puesto durante ese tiempo. - [2] El partido de Mara, fue disuelto en el golpe de Estado de 1987. - [3] Momoedonu fue nombrado primer ministro nada más suceder un golpe de Estado, al ser el único ministro que no se encontraba en el parlamento. Su nombramiento fue un mero tecnicismo para que el presidente pudiera tomar el poder ejecutivo. - [4] Qarase fundó el United Fiji Party después de haber ocupado por primera vez el puesto de primer ministro. - [5] Senilagakali fue nombrado primer ministro interino por el comodoro Frank Bainimarama, al tomar este el control del gobierno tras un golpe de Estado. - [6] Tras devolver la presidencia a Josefa Iloilo este le nombró primer ministro. |                                       |             |                                     |                                     |                        |

- Datos: Q1469153